# Horní rybník (Nasavrky)
Horní rybník u Nasavrk, někdy nazývaný též Pivovarský rybník, o výměře vodní plochy 3,37 ha se nachází na jižním okraji městečka Nasavrky v okrese Chrudim. Hráz Horního rybníka je přístupná po polní cestě odbočující ze silnice II. třídy č. 337 vedoucí z Nasavrk do vesnice Hodonín. Rybník má přibližně čtvercový tvar.
Horní rybník je historické vodní dílo. Rybník byl v roce 2007 revitalizován a odbahněn a od té doby je využíván pro chov ryb a sportovní rybolov.
U rybníka je umístěna venkovní geologická expozice spolu s altánem a informačními panely, které informují o hlubinných vyvřelinách na území Národního geoparku Železné hory.

## Galerie

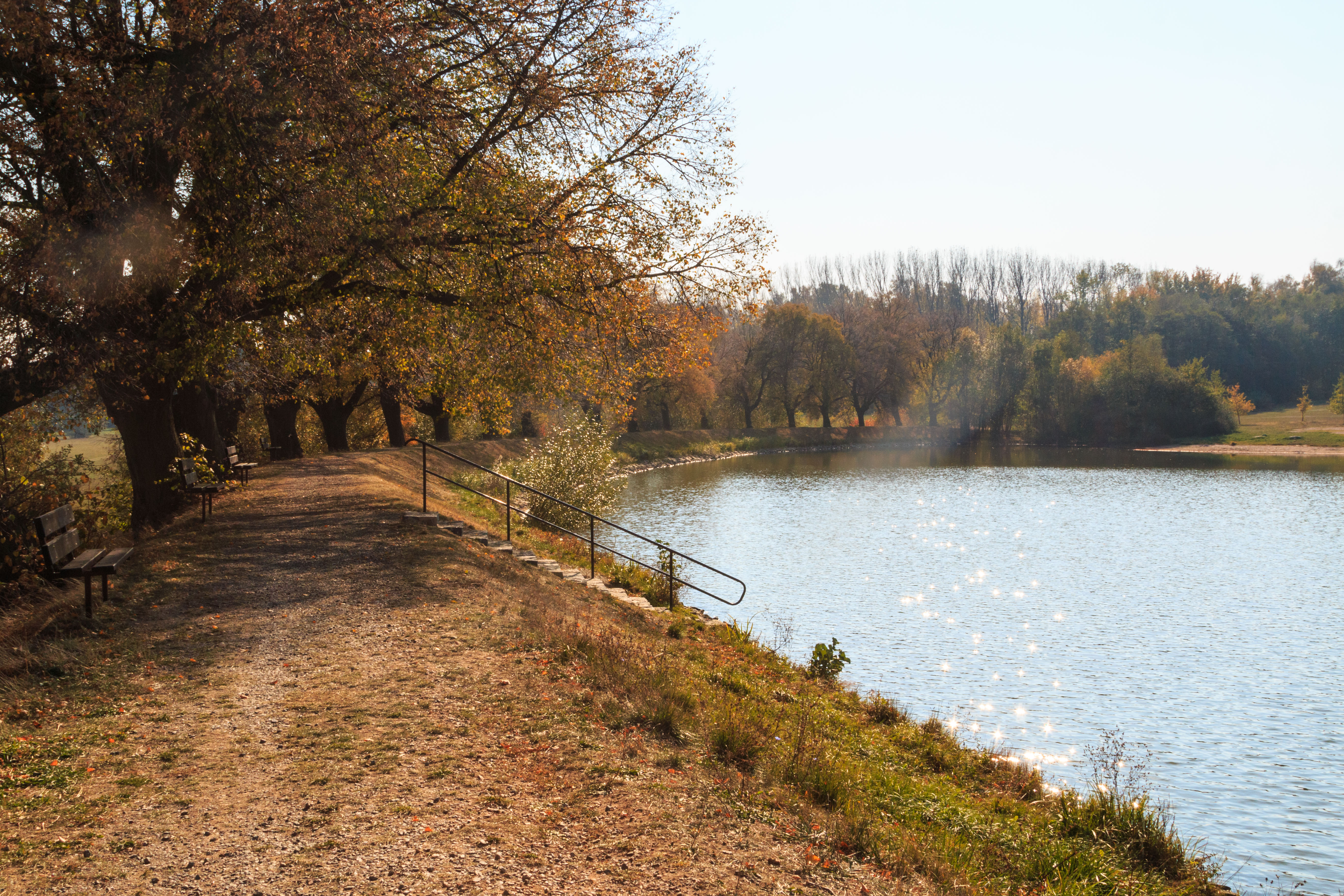
pohled na Horní rybník u Nasavrk
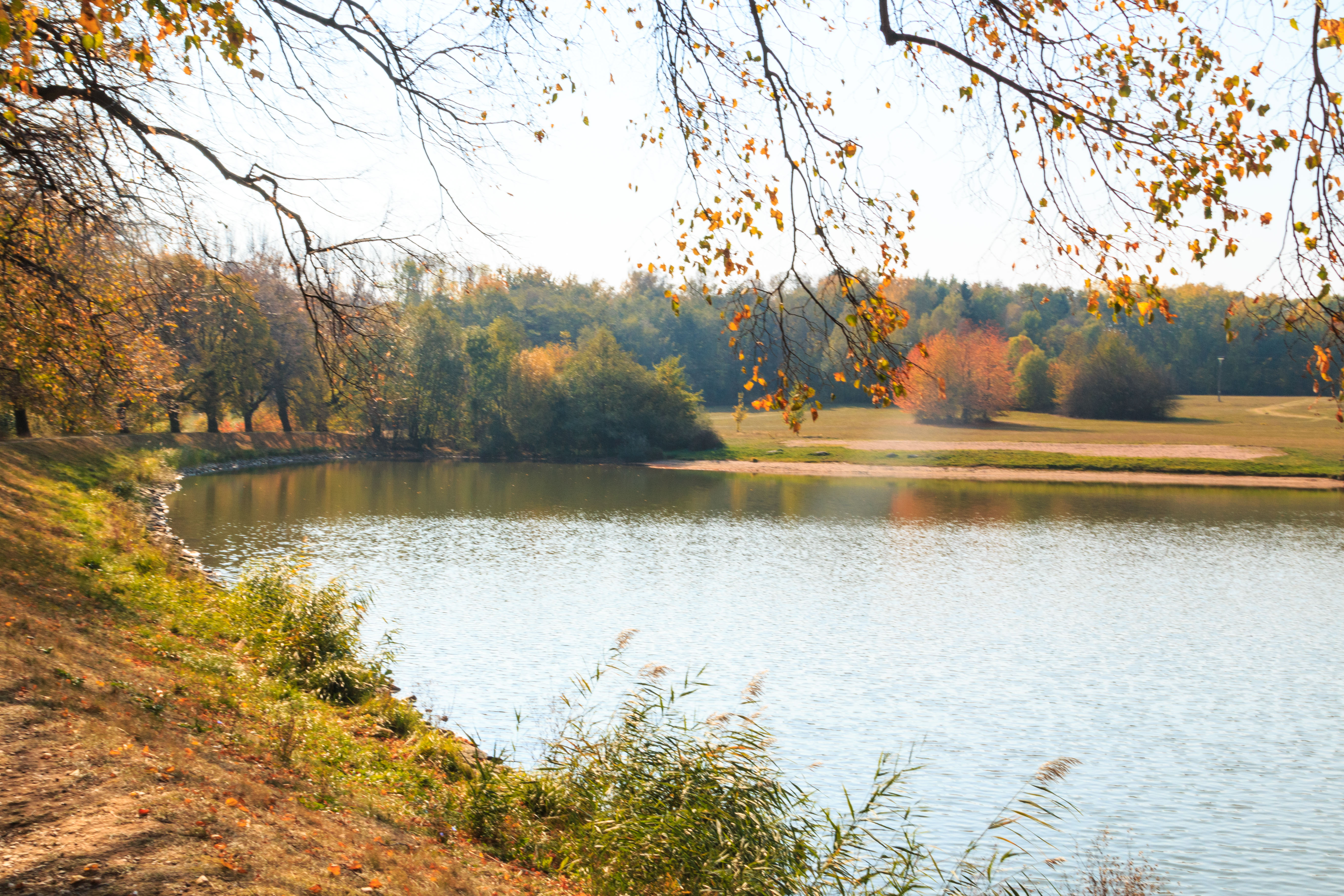
pohled na Horní rybník u Nasavrk
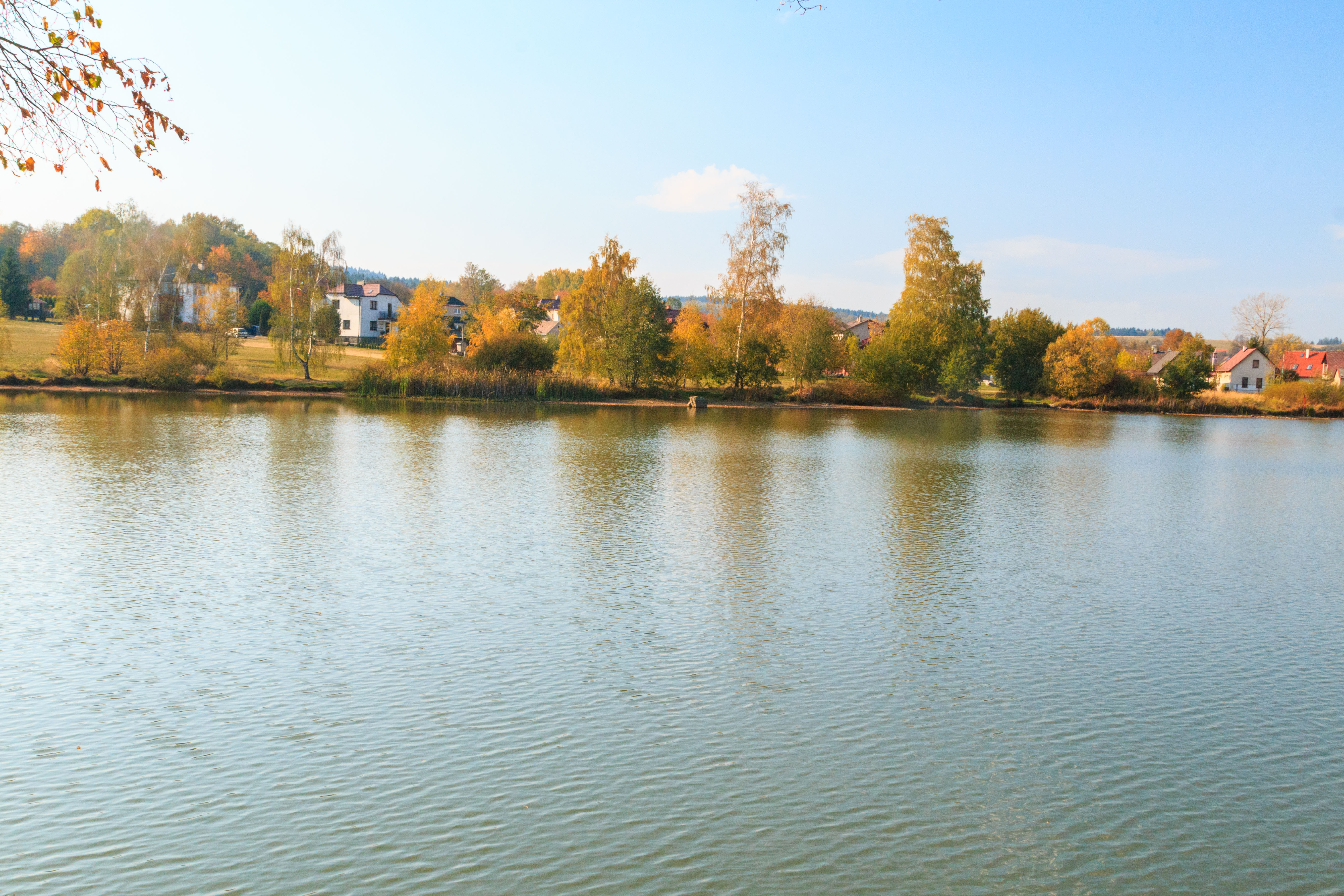
pohled na Horní rybník u Nasavrk
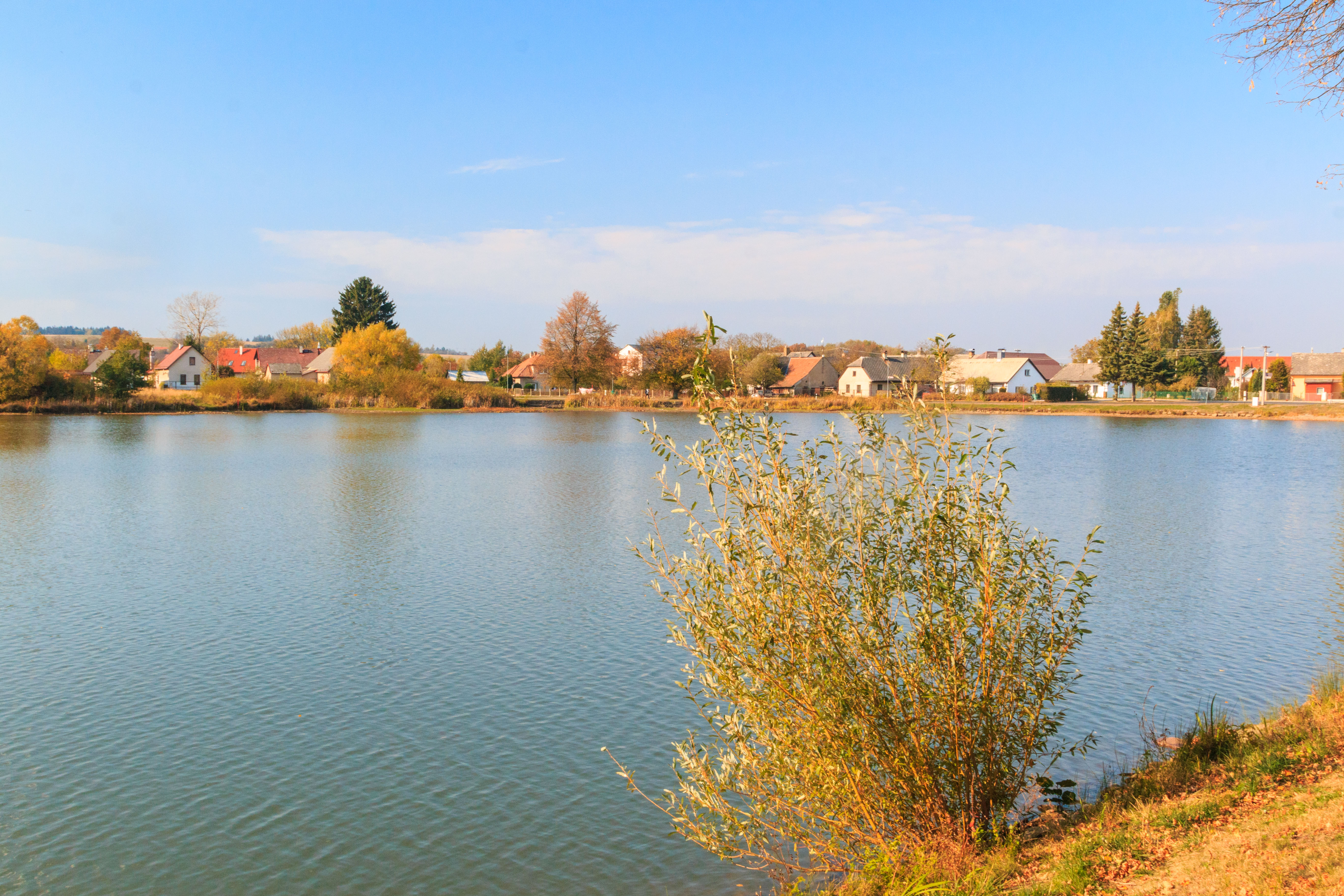
pohled na Horní rybník u Nasavrk
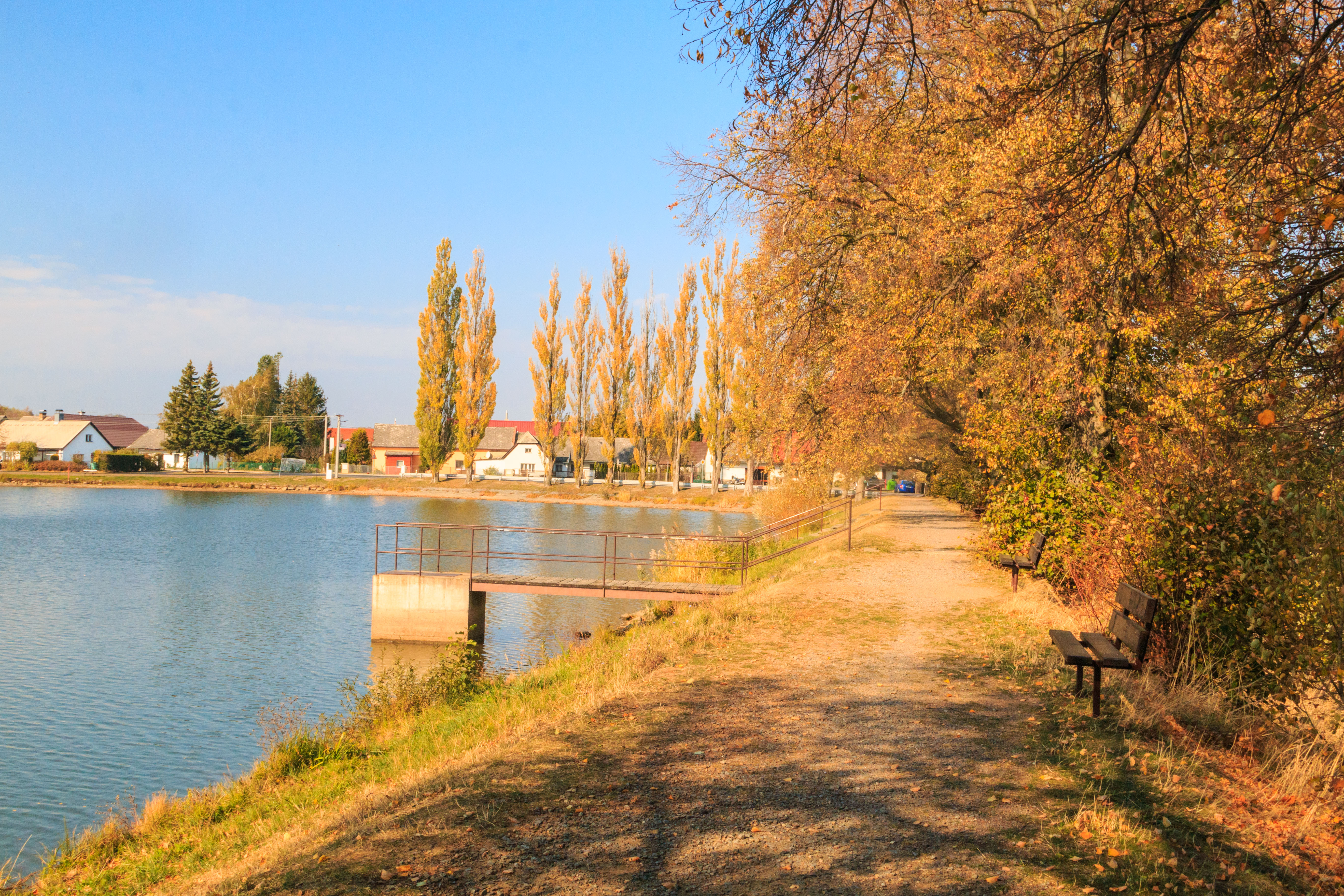
pohled na Horní rybník u Nasavrk